# Хижняков, Владимир Васильевич
Владимир Васильевич Хижняков (эст. Vladimir Hižnjakov, родился 25 мая 1938 года в Ростовской области) — эстонский советский учёный-физик, старший научный сотрудник Тартуского университета, академик Академии наук Эстонии (1983). Заслуженный деятель науки Эстонской ССР (1986).

## Биография
Окончил с отличием Тапинский железнодорожный техникум в 1955 году и Тартуский государственный университет в 1960 году.
В 1966 году получил степень кандидата физико-математических наук в Тартуском государственном университете (тема диссертации «Некоторые вопросы теории многофононных переходов»), а в 1972 году степень доктора физико-математических наук (тема диссертации «Теория резонансного вторичного свечения примесных центров кристаллов».
С 1976 по 1992 год был профессором физики твердого тела в Тартуском государственном университете (UT), а с 1987 года — в лазерной оптике. С 1993 по 2003 год — профессор в Институте теоретической физики Тартуского университета, а с 1998 по 2003 год — заведующий лабораторией.
В 1977 году избран член-корреспондентом АН Эстонской ССР, в 1983 году — действительным членом.
Изучал оптические свойства и спектрографию твёрдых тел, теорию кристаллических примесных центров, горячую люминесценцию, нелинейную оптику, высокотемпературную сверхпроводимость и квантовую оптику.